# Burg Kirchbrombach
Die Burg Kirchbrombach ist eine größtenteils abgegangene Spornburg auf 280 m ü. NN in Kirchbrombach, einem Ortsteil der Gemeinde Brombachtal im Odenwaldkreis in Hessen.

## Geschichte
Der Ort Kirchbrombach ist seit 1012 urkundlich im Besitz des Klosters Fulda als Mittelpunkt einer 14 Orte umfassenden Zent fassbar. Möglicherweise existierte bereits zu dieser Zeit eine burgartige Anlage oder ein befestigter Hof. Im 13. Jahrhundert nahmen die Herren von Breuberg die Zent als fuldisches Lehen. Spätestens diese ließen eine Burg errichten, die urkundlich 1329 und 1368 als castrum genannt wird. Möglicherweise war die Burg für kurze Zeit um 1300 im Besitz der Breuberger Nebenlinie von Frankenstein.
Mit dem Aussterben der Breuberger blieb der Besitz Teil der Herrschaft Breuberg, die sich nun geteilt in wertheim- und erbachischem Besitz befand. 1426/27 wird von der Errichtung eines Fachwerkgebäudes in der Burg berichtet, die Graf Michael von Wertheim persönlich in Augenschein nahm. Die Burg verlor jedoch als Wehranlage erheblich an Bedeutung und wurde im 15. Jahrhundert zugunsten der heutigen Kirche bis auf Teile der heutigen Kirchhofmauer und des erwähnten Fachwerkbaus, der bis 1753 bestand, weitgehend abgerissen.

## Anlage

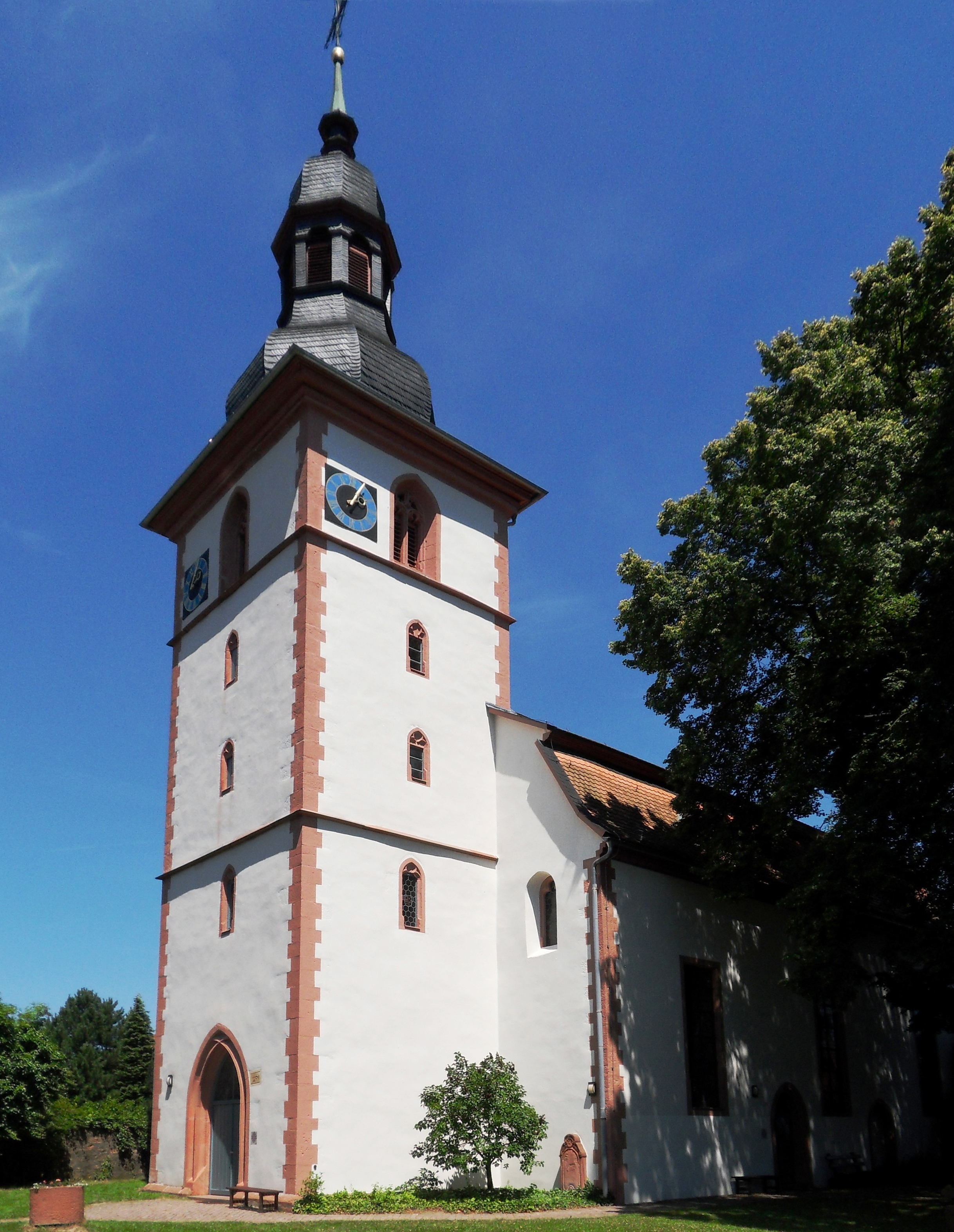
Heutige evangelische Kirche

Von der Burganlage, die sich auf einem flachen Sporn befand, sind nur noch Teile des (leicht verschoben) viereckigen Mauerrings als heutige Kirchhofmauer etwa mannshoch erhalten. Sie besaß eine Stärke von etwa 1,50 m. Wälle und Gräben sollen noch im 19. Jahrhundert sichtbar gewesen sein. Die Vorburg befand sich wahrscheinlich im Bereich des heutigen Burghofs.